# Mount Allen (berg i Västantarktis)
Mount Allen är ett berg i Antarktis. Det ligger i Västantarktis. Chile gör anspråk på området. Toppen på Mount Allen är 3 430 meter över havet.
Terrängen runt Mount Allen är huvudsakligen bergig, men åt sydost är den kuperad. Trakten är obefolkad. Det finns inga samhällen i närheten. 